# Caryophyllia seguenzae
Caryophyllia seguenzae is een rifkoralensoort uit de familie Caryophylliidae. De wetenschappelijke naam van de soort is voor het eerst geldig gepubliceerd in 1873 door Duncan.